# Marine Jurbert
Marine Marlene Christelle Jurbert (Drancy, 11 de febrero de 1992) es una deportista francesa que compite en gimnasia en la modalidad de trampolín.
Ganó una medalla de plata en el Campeonato Mundial de Gimnasia en Trampolín de 2022 y siete medallas en el Campeonato Europeo de Gimnasia en Trampolín entre los años 2010 y 2024.
En los Juegos Europeos de Bakú 2015 obtuvo una medalla de plata en la prueba sincronizada.

## Palmarés internacional
| Campeonato Mundial | Campeonato Mundial   | Campeonato Mundial | Campeonato Mundial |
| Año                | Lugar                | Medalla            | Prueba             |
| ------------------ | -------------------- | ------------------ | ------------------ |
| 2022               | Sofía (Bulgaria)     | Medalla de plata   | Sincronizado       |
| Juegos Europeos    |                      |                    |                    |
| Año                | Lugar                | Medalla            | Prueba             |
| 2015               | Bakú (Azerbaiyán)    | Medalla de plata   | Sincronizado       |
| Campeonato Europeo |                      |                    |                    |
| Año                | Lugar                | Medalla            | Prueba             |
| 2010               | Varna (Bulgaria)     | Medalla de bronce  | Equipo             |
| 2014               | Guimarães (Portugal) | Medalla de bronce  | Sincronizado       |
| 2016               | Valladolid (España)  | Medalla de oro     | Sincronizado       |
| 2018               | Bakú (Azerbaiyán)    | Medalla de plata   | Equipo             |
| 2021               | Sochi (Rusia)        | Medalla de bronce  | Individual         |
| 2021               | Sochi (Rusia)        | Medalla de bronce  | Equipo             |
| 2024               | Guimarães (Portugal) | Medalla de plata   | Sincronizado       |